# Aglaonika
Aglaonika (grčki Ἀγλαονίκη, Aglaoníkē; Aganika) bila je Grkinja koja je živjela u Tesaliji te ju smatraju prvim ženskim astronomom čije je ime poznato. Živjela je u drugom ili prvom stoljeću prije Krista. Otac joj je bio čovjek zvan Hegetor (ili Hegemon). Neke starogrčke astrologinje nazivane su „vješticama Tesalije” te su povezivane s Aglaonikom.
Plutarh je zapisao da je Aglaonika bila smatrana vješticom jer je znala predvidjeti pomrčine Mjeseca.
Po ovoj je ženi nazvan jedan krater na planetu Veneri.